# Plumbater
Plumbater kallas en grupp salter som med skiftande sammansättning innehåller bly. Man skiljer mellan metaplumbater med anjonen PbO32-, och ortoplumbater, med anjonen PbO44-.

## Bildning
Plumbater bildas genom reaktion av bly(IV)oxid, PbO2, med en alkali. Plumbatsalterna innehåller antingen den hydratiserade plumbatanjonen, Pb(OH)62-, eller de vattenfria anjonerna PbO32- (metaplumbat) eller PbO44- (ortoplumbat). Till exempel upplösning av PbO2 i en varm, koncentrerad vattenhaltig lösning av kaliumhydroxid bildar kaliumsaltet K2Pb(OH) 6. 
De vattenfria salterna kan syntetiseras genom upphettning av metalloxider eller -hydroxider med PbO2. Alla plumbat(IV)salter är mycket starka oxidationsmedel. Några hydrerade plumbat(IV)salter sönderdelas vid uttorkning. De sönderdelas också av koldioxid.
Blyoxid med formeln Pb3O4 som används bland annat i blymönja, kan ses som bly(II)ortoplumbat(IV): [Pb2+]2[PbO4]4-. Denna struktur framgår av dess reaktion med salpetersyra, vilket ger bly(II)nitratsalt, Pb(NO3)2, och PbO2. Blyseskvioxid, Pb2O3, är också känd, och har på samma sätt strukturen bly(II)metaplumbat(IV): [Pb2+] [PbO3]2-.